# Chiam See Tong
Chiam See Tong (n. Singapur, 12 de marzo de 1935) es un abogado y político singapurense que se desempeñó como Miembro del Parlamento de Singapur en representación del distrito uninominal (SMC) de Potong Pasir entre 1984 y 2011. Es el segundo político opositor de Singapur con más tiempo de servicio parlamentario con un total de 26 años, 3 meses y 28 días. Fue también líder de la Oposición entre 1986 y 1993, y nuevamente entre 1997 y 2006, la única persona que ha ejercido el cargo por períodos no consecutivos y la persona con mayor tiempo total en el cargo. Low Thia Khiang, del Partido de los Trabajadores (WP), superó sus dos récords.
Inicialmente un candidato independiente, Chiam fundó el Partido Demócrata de Singapur (SDP) en 1980 y fue elegido parlamentario en 1984, el segundo opositor al gobierno del Partido de Acción Popular (PAP) en ser electo después del Secretario General del WP, J. B. Jeyaretnam. Encabezó el SDP hasta 1996, cuando lo abandonó para fundar el Partido Popular de Singapur (SPP), con el que retendría su escaño parlamentario. Participó también en la formación de la coalición Alianza Democrática de Singapur (SDA), con la que continuaría liderando la oposición hasta las elecciones de 2006. En las elecciones de 2011, se retiró del escaño de Potong Pasir para competir en la Circunscripción de Representación Grupal de Bishan-Toa Payoh, resultando derrotado, aunque su esposa, Lina Chiam, accedió a un escaño como Miembro del Parlamento No Circunscripcional (NCMP). Se retiró de la política después de treinta y nueve años antes de las elecciones de 2015, citando problemas de salud.